# Криворотовые
Криворотовые (лат. Cryptacanthodidae) — семейство морских лучепёрых рыб из отряда скорпенообразных. Встречаются в северных частях Атлантического и Тихого океанов.

## Описание
Прибрежные донные рыбы. Тело удлинённое и у большинства из них голое, сжатое с боков в задней части. Длина у крупных видов до 1,2 м (Cryptacanthodes giganteus). Отличаются от близких семейств окунеобразных своим характерным, косо расположенным («кривым») большим ртом с массивной нижней челюстью, выступающей вперёд. Голова сверху плоская продолговатая, почти четырёхгранная. Имеют длинные спинной (60—80 колючих лучей) и анальный (1—3 колючих лучей и 43—52 мягких луча) плавники, которые соединены перепонкой с хвостовым; брюшные плавники отсутствуют. Число позвонков: 71—88.

## Классификация
В семейство включают 4 вида (из примерно десятка описанных, остальные сведены в синонимы) и 1 род Cryptacanthodes (ранее в семейство включали 4 монотипических рода):
- Cryptacanthodes Gill, 1861 — Пятнистые кривороты [syn. Cryptacanthoides Lindberg, 1930, Delolepis Bean, 1882, Lyconectes Gilbert, 1896, Zoarcites Zugmayer, 1914]
  - Cryptacanthodes aleutensis (Gilbert, 1896) — Алеутский криворот
    - = Lyconectes aleutensis Gilbert, 1896

  - Cryptacanthodes bergi Lindberg, 1930 — Криворот Берга
  - Cryptacanthodes giganteus (Kittlitz, 1858) — Гигантский криворот
    - = Delolepis gigantea (Kittlitz, 1858)
    - = Delolepis giganteus (Kittlitz, 1858)
    - = Delolepis virgatus Bean, 1882
    - = Ophidium giganteum Kittlitz, 1858

  - Cryptacanthodes maculatus Storer, 1839 — Пятнистый криворот
    - = Cryptacanthodes inornatus  Gill, 1863
    - = Fierasfer borealis DeKay, 1842
    - = Zoarcites pardalis Zugmayer, 1914